# CKLG-FM
CKLG-FM (96.9 Jack FM) ist ein privater Hörfunksender in Vancouver, Kanada. Der Sender gehört zu Rogers Communications in Kanada. Außerhalb von Kanada wird das Format durch die SparkNet Communications Gruppe, einem Netzwerk von 60 Hörfunksendern in den Vereinigten Staaten und Europa vertrieben. Der erste Jack-FM-Sender in Kanada ging im Dezember 2002 in Vancouver auf Sendung. Das Sendeformat entspricht dem Adult-Contemporary-Format. 

## Geschichte
Ursprünglich begann die Entwicklung des Senders im Jahr 2000 durch einen einfachen Internet Stream, d. h. der Gründer des Senders Bob Perry sendete sein Programm nur über das Internet. Durch die Beliebtheit bei den Zuhörern des Senders und der auffälligen fiktiven Bezeichnung „Cadillac Jack“ Garrett. Dadurch erreichte der Sender einen höheren Bekanntheitsgrad und wurde durch Lizenzen vom kanadischen Medienbetreiber Rogers Communications ausgestrahlt.  2002 erfolgte die Gründung des ersten echten Senders in Vancouver durch Rogers Communications. Im Jahr 2004 verbreitete man das Sendeformats außerhalb Kanadas durch das Unternehmen SparkNet Communications. 2004 erfolgte der Markteintritt in den Vereinigten Staaten. 

## JackFM-Stationen

### Kanada
| Standort         | Rufzeichen | Frequenz | Anmerkungen                                                                                             |
| ---------------- | ---------- | -------- | --- |
| Vancouver        | CKLG       | 96.9FM   | erster Sender in Kanada                                                                                 |
| Regina           | CKCK       | 94.5FM   | einzige Station in Kanada die nicht zu Roger Communications gehört.                                     |
| Victoria         | CHTT       | 103.1FM  | |
| Smiths Falls     | CJET       | 92.3FM   | |
| Calgary          | CJAQ       | 96.9FM   | |
| Barrie (Ontario) | CICX       | 105.9FM  | |
| Toronto          | CJAQ       | 92.5FM   | ursprünglich als Rock Musikstation bekannt von 2006 bis 2009, heute als Kiss 92 FM Top40 Music Station. |

### Vereinigte Staaten
In den Vereinigten Staaten werden insgesamt 35 Sendestationen betrieben. Die erste Station mit dem Jack-FM-Format befindet sich in Aspen/Vail, Colorado. Weitere Radiostationen u. a. in: 
| Standort               | Rufzeichen | Frequenz | Anmerkung |
| ---------------------- | ---------- | -------- | --------- |
| Los Angeles            | KCBS-FM    | 93.1FM   |           |
| Nashville              | WCJK       | 96.3FM   |           |
| Kansas City (Missouri) | KCJK       | 105.1FM  |           |

### Vereinigtes Königreich
Im Vereinigten Königreich werden drei Sender betrieben: 
| Standort      | Frequenz | Anmerkungen                                         |
| ------------- | -------- | --------------------------------------------------- |
| Oxford        | 106.4FM  | sponsert den lokalen Fußballverein Oxford United FC |
| Bristol       | 106.5FM  | Sendestart 20. Mai 2007                             |
| Hertfordshire | 106.9FM  | ursprünglich als Heartbeat FM, Sendestart 2001      |